# Bradford Anderson
Bradford William Anderson (ur. 21 września 1979 w New Hampshire) – amerykański aktor telewizyjny i filmowy, laureat nominacji do nagrody Barrymore Award (2004).
W 2005 roku osiedlił się w Los Angeles w stanie Kalifornia, gdzie wkrótce powierzono mu rolę w serialu Weronika Mars. Od 2006 roku wciela się w postać Damiena Spinelli w operze mydlanej stacji ABC Szpital miejski. Wystąpił w nieznacznej roli jako Jake Parker w komedii młodzieżowej American Pie: Bractwo Beta (ang. American Pie Presents: Beta House, 2007). Występuje także w teatrze.